# 나가토로번
나가토로 번(일본어: 長瀞藩 나가토로한[*])은 일본 에도 시대에 있었던 번으로, 데와노쿠니 무라야마 군에 있었다. 번주는 요네키쓰 가문이며, 번청은 나가토로 진야였다.

## 번의 역사
간세이 10년(1798년) 음력 7월 6일, 후다이 다이묘인 요네키쓰 미치마사가 소유한 무사시노쿠니 구키의 6400석 영지가 데와노쿠니 무라야마로 옮겨지면서, 미치마사가 나가토로로 입봉하여 번이 생성되었다. 하지만 1만 석이 조금 넘는 작은 번인데다, 영지가 다섯 개의 구니에 산재해 있어서, 나가토로에는 진야가 구축되었을 뿐이었다.
4대 번주 요네키쓰 마사아키는 농민을 군사화하여 농병을 조직하고, 군사 개혁을 시행하는 등 정치 수완을 보였으나, 번 내에서 양이 토막(攘夷討幕)을 주장하는 목소리가 커지기 시작함에 따라, 이를 억제하지 못하고 결국 게이오 원년(1865년), 아들 마사토시에게 번주직을 물려주고 은거하였다. 마사토시가 번주직을 계승한 이듬해, 영지 내에서 무라야마 요나오시 소동이라는 사건이 발발하여 번은 혼란에 빠졌다. 보신 전쟁 이후, 마사토시는 판적봉환을 시행하여 나가토로 번지사가 되었고, 진야를 나가토로에서 가즈사노쿠니 오아미로 옮기면서 나가토로 번은 오아미번으로 개칭되었다.

## 역대 번주
1. 요네키쓰 미치마사(米津通政) 재위 1798년 ~ 1799년
2. 요네키쓰 마사요시(米津政懿) 재위 1799년 ~ 1853년
3. 요네키쓰 마사야스(米津政易) 재위 1854년 ~ 1860년
4. 요네키쓰 마사아키(米津政明) 재위 1860년 ~ 1865년
5. 요네키쓰 마사토시(米津政敏) 재위 1865년 ~ 1869년